# Прателла
Прателла (итал. Pratella) — коммуна в Италии, располагается в регионе Кампания, в провинции Казерта.
Население составляет 1695 человек, плотность населения составляет 50 чел./км². Занимает площадь 34 км². Почтовый индекс — 81010. Телефонный код — 0823.
Покровителем населённого пункта считается святитель Николай, Мирликийский Чудотворец. Праздник ежегодно празднуется 10 мая.